# 미켈레 안드레올로
미겔 앙헬 안드레올로 프로데야(스페인어: Miguel Ángel Andreolo Frodella, 1912년 9월 6일, 소리아노 주 돌로레스 ~ 1981년 5월 14일, 바실리카타 주 포텐차)는 미켈레 안드레올로(이탈리아어: Michele Andreolo miˈkɛːle andreˈɔːlo[*])로 알려진 우루과이계 이탈리아인 축구 선수로, 현역 시절 미드필더로 활약했다. 그는 우루과이의 돌로레스 출신으로, 살레르노 도 발레 델란젤로에서 건너온 가정 출신이다. 그는 이탈리아의 1938년 월드컵 우승 선수단 일원이기도 했다.

## 클럽 경력
안드레올로는 현역 시절에 우루과이의 나시오날에서 축구를 시작해 1935-36 시즌을 앞두고 세리에 A의 볼로냐에 합류해 소속 구단의 리그 우승을 거두어 방패(Scudetto)를 달았다. 그는 1943년까지 볼로냐 선수로 활약하면서 1936-37 시즌, 1938-39 시즌, 그리고 1940-41 시즌에 3번 더 방패를 쟁취했다.
그는 말년에 이탈리아의 라치오, 나폴리, 카타니아, 그리고 폴리를 거쳤다.

## 국가대표팀 경력
볼로냐에서 선전하던 안드레올로는 비토리오 포초 감독의 바람을 받아 이탈리아 국가대표팀에 합류해 1936년 5월 17일, 오스트리아와의 경기에서 처음으로 출전했다. 그는 이후 붙박이 주전으로 도약하여, 공수 양면에서 중요한 연결 고리가 되었다. 그는 프랑스에서 열린 1938년 월드컵 우승에 일조했고, 1942년 4월 19일에 마지막 국가대표팀 경기를 치렀고, 이때까지 이탈리아 국가대표팀 경기에 26경기 출전해 1골을 기록했다. 그는 앞서 우루과이 대표팀 일원으로 1935년 남미 축구 선수권 대회 우승을 거두었다.

## 최후
안드레올로는 남부 이탈리아 바실리카타 주 포텐차에서 영면에 들었다.

## 수상

### 클럽
볼로냐
- 세리에 A: 1935–36, 1936–37, 1938–39, 1940–41

### 국가대표팀
우루과이
- 코파 아메리카: 1935

이탈리아
- 월드컵: 1938

### 개인
- 월드컵 대회의 선수단: 1938